# Toussiana
Toussiana là một tổng của Houet Province ở tây nam Burkina Faso. Thủ phủ của tổng này là thị xã Toussiana..

## Các thị xã và các làng
Badougouya, Gouapegue, Keleya, Mou, Nianaba, Nianware, Pouanya, Semine, Tapoko, Wempea I, Wempea II, Yoya và Yorkofesso.